# Экологические факторы

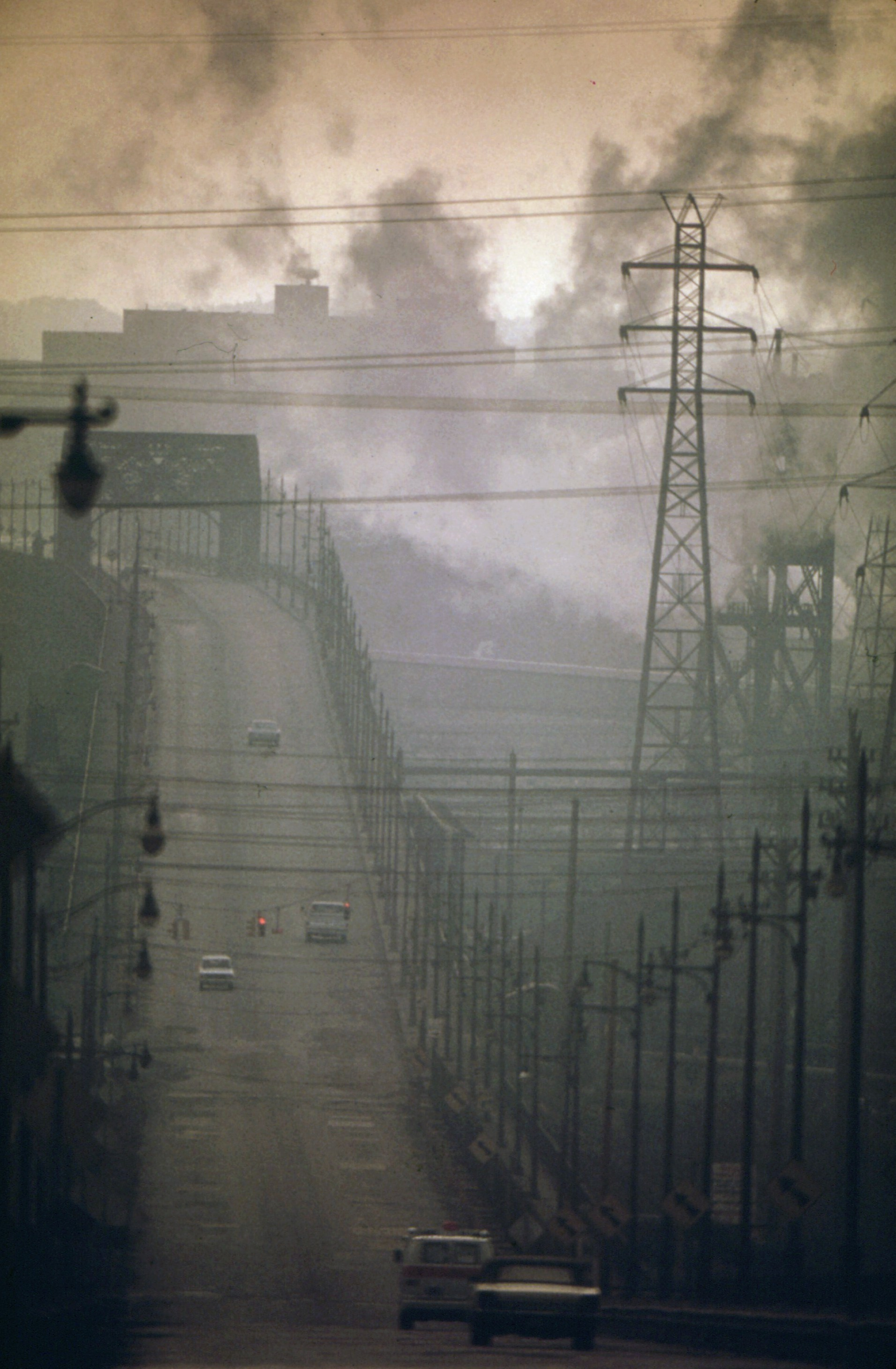
Рак значительно обусловлен факторами окружающей среды

Экологи́ческие фа́кторы — свойства среды обитания, определяющие условия метаболизма организма и биогеоценоза в целом. Например, наличие углекислого газа, доступ кислорода, влажность и рыхлость почвы и другое. Индифферентные элементы среды, например, инертные газы являются экологическими факторами, но их роль крайне ограничена.
Практически все экологические факторы отличаются значительной изменчивостью во времени и пространстве. Например, температура сильно варьирует на поверхности суши, но почти постоянна на дне океана или в глубине пещер.
Один и тот же фактор среды может  иметь разное значение в жизни совместно обитающих организмов. Например, солевой режим почвы играет первостепенную роль при минеральном питании растений, но почти безразличен для большинства наземных животных. Интенсивность освещения и спектральный состав света исключительно важны в жизни фототрофных организмов (большинство растений и фотосинтезирующие бактерии), а в жизни гетеротрофных организмов (грибы, животные, значительная часть микроорганизмов) свет не оказывает заметного влияния на их метаболизм.
Экологические факторы могут выступать как раздражители, вызывающие адаптивные изменения физиологических процессов; как ограничители, обусловливающие невозможность существования тех или иных организмов в данных условиях; как модификаторы, определяющие морфо-анатомические и физиологические изменения организмов.
Организмы, как и биогеоценозы в целом более приспособлены к стабильным условиям метаболизма. Они меньше испытывают воздействие статичных (неизменных) экологических факторов, а больше, влияние режимов — последовательных временных изменений. На всех стадиях своего развития человек был тесно связан с окружающим миром. Но с тех пор как появилось высокоиндустриальное общество, опасное вмешательство человека в природу резко усилилось, расширился объём этого вмешательства, оно стало многообразнее и сейчас грозит стать глобальной опасностью для человечества. Расход невозобновимых видов сырья повышается, все больше пахотных земель выбывает из экономики, так как на них строятся города и заводы. Человеку приходится всё  больше вмешиваться в хозяйство биосферы-той части нашей планеты, в которой существует жизнь.
В буквальном переводе термин “биосфера” обозначает сферу жизни и в таком смысле он впервые был введен в науку в 1875 г. Австрийским геологом и палеонтологом Эдуардом Зюссом (1831-1914). Однако задолго до этого под другими названиями, в частности “Пространство жизни“, "Картина природы", "Живая оболочка Земли" и т.п., его содержание рассматривалось многими другими естествоиспытателями.
       Первоначально под всеми этими терминами подразумевалась только совокупность живых организмов, обитающих на нашей планете, хотя иногда и указывалась их связь с географическими, геологическими и космическими процессами, но при этом скорее обращалось внимание на зависимость живой природы от сил и веществ неорганической природы. Даже автор самого термина "биосфера" Э. Зюсс в своей книге “Лик Земли“, опубликованной спустя почти тридцать лет после введения термина (1909 г.), не замечал обратного воздействия биосферы и определял ее как "совокупность организмов, ограниченную в пространстве и во времени и обитающей на поверхности земли". 
         Первым из биологов, который ясно указал на огромную роль живых организмов в образовании земной коры, был Жан Батист Ламарк (1744-1829). Он подчеркивал, что все вещества, находящиеся на поверхности земного шара и образующие его кору, сформировались благодаря деятельности живых организмов. 
        Факты и положения о биосфере накапливались постепенно в связи с развитием ботаники, почвоведения, географии растений и других преимущественно биологических наук, а также геологических дисциплин. Те элементы знания, которые стали необходимыми для понимания биосферы в целом, оказались связанными с возникновением экологии, науки, которая изучает взаимоотношения организмов и окружающей среды. Биосфера является определенной природной системой, а ее существование в первую очередь выражается в круговороте энергии и веществ при участии живых организмов. 
Биосфера (в современном понимании) своеобразная оболочка земли, содержащая всю совокупность живых организмов и ту часть вещества планеты, которая находится в непрерывном обмене с этими организмами. 
             К биосфере относится всё, что живет, дышит, растет и питается (кроме человека, который выделился из животного мира). Биосфера охватывает нижнюю часть атмосферы (до 20 км), всю гидросферу и верхнюю часть литосферы (до 2-3 км)

## Классификация экологических факторов

### По характеру воздействия
- Прямо действующие — непосредственно влияющие на организм, главным образом на обмен веществ
- Косвенно действующие — влияющие непосредственно на изменение прямо действующих факторов (рельеф, экспозиция, высота над уровнем моря и др.)
- Условно действующие - влияние элементов экосистемы (биогеоценоза), усиленных или ослабленных действием других экологических факторов

### По происхождению
- Абиотические — факторы неживой природы:
  - климатические: годовая сумма температур, среднегодовая температура, влажность, давление воздуха
  - эдафические (эдафогенные): механический состав почвы, воздухопроницаемость почвы, кислотность почвы, химический состав почвы
  - орографические: рельеф, высота над уровнем моря, крутизна и экспозиция склона
  - химические: газовый состав воздуха, солевой состав воды, концентрация, кислотность
  - физические: шум, магнитные поля, теплопроводность и теплоёмкость, радиоактивность, интенсивность солнечного излучения
    - гидрографические: плотность воды, течение, прозрачность и т.д.[источник не указан 3738 дней][2]
    - пирогенные: факторы огня (Одум, 1975, 1986)
- Биотические — связанные с деятельностью живых организмов:
  - фитогенные — влияние растений
  - микогенные — влияние грибов
  - зоогенные — влияние животных
  - микробиогенные — влияние микроорганизмов

Антропогенный (антропический)  фактор
В 1912 г. российский ученый проф. Г. Ф. Морозов в своей книге "Учение о лесе" определил воздействие человека на природу в качестве отдельного экологического фактора и разделил его по характеру влияния на природную среду на прямое, косвенное и условное антропогенное воздействие [Морозов, 1949].
- Прямое антропогенное воздействие – непосредственное влияние человека на компоненты экосистемы (биогеоценоза). Это сбор ягод, грибов, вырубка деревьев и т.п.
- Косвенное антропогенное воздействие – влияние человека через промежуточный уровень. Это изменение уровня грунтовых вод, изменение температурного режима, радиационное загрязнение и т.п.
- Условное антропогенное воздействие – это воздействие биотических и абиотических факторов, усиленных или ослабленных воздействием человека.
- В 1981 г. опубликовано определение "Антропогенный фактор [антропогенное воздействие ] – это всякое, связанное как с сознательной, так и с бессознательной жизнедеятельностью человека воздействие на окружающую [природную] среду, ведущее к количественным и качественным изменениям её компонентов [Попа,1981].
- В 2011 г. опубликована разработанная на примере широколиственных лесов степной зоны  шкала антропогенной дигрессии биогеоценозов (экосистем), включающая 12 стадий разрушения природной среды человеком, от состояния условно не нарушенных экосистем до стадии полной потери биогеоценозами жизненных функций [Попа, 2011].

### По расходованию
- Ресурсы — элементы среды, которые организм потребляет, уменьшая их запас в среде (вода, CO2, O2, свет)
- Условия — не расходуемые организмом элементы среды (температура, движение воздуха, кислотность почвы)

### По отправленности
- Векторизованные — направленно изменяющиеся факторы: заболачивание, засоление почвы
- Многолетние-циклические — с чередованием многолетних периодов усиления и ослабления фактора, например изменение климата в связи с 11-летним солнечным циклом
- Осцилляторные (импульсные, флуктуационные) — колебания в обе стороны от некоего среднего значения (суточные колебания температуры воздуха, изменение среднемесячной суммы осадков в течение года)

## Действие экологических факторов на организм
Факторы среды воздействуют на организм не по отдельности, а в комплексе, соответственно, любая реакция организма является многофакторно обусловленной. При этом интегральное влияние факторов не равно сумме влияний отдельных факторов, так как между ними происходят различного рода взаимодействия, которые можно подразделить на четыре основных типа:
- Монодоминантность — один из факторов подавляет действие остальных и его величина имеет определяющее значение для организма. Так, полное отсутствие, либо нахождение в почве элементов минерального питания в резком недостатке или избытке препятствуют нормальному усвоению растениями прочих элементов.
- Синергизм — взаимное усиление нескольких факторов, обусловленное положительной обратной связью. Например, влажность почвы, содержание в ней нитратов и освещённость при улучшении обеспечения любым из них повышают эффект воздействия двух других.
- Антагонизм — взаимное гашение нескольких факторов, обусловленное обратной отрицательной связью: увеличение популяции саранчи способствует уменьшению пищевых ресурсов и её популяция сокращается.
- Провокационность — сочетание положительных и отрицательных для организма воздействий, при этом влияние вторых усилено влиянием первых. Так, чем раньше наступает оттепель, тем сильнее растения страдают от последующих заморозков.

Влияние факторов также зависит от природы и текущего состояния организма, поэтому они оказывают неодинаковое воздействие как на разные виды, так и на один организм на разных этапах онтогенеза: низкая влажность губительна для гидрофитов, но безвредна для ксерофитов; низкие температуры без вреда переносятся взрослыми хвойными умеренного пояса, но опасны для молодых растений.
Факторы могут частично замещать друг друга: при ослаблении освещённости интенсивность фотосинтеза не изменится, если увеличить концентрацию углекислого газа в воздухе, что обычно и происходит в теплицах.
Результат воздействия факторов зависит от продолжительности и повторяемости действия их экстремальных значений на протяжении всей жизни организма и его потомков: непродолжительные воздействия могут и не иметь никаких последствий, тогда как продолжительные через механизм естественного отбора ведут к качественным изменениям.

## Реакция организма на изменение экологических факторов

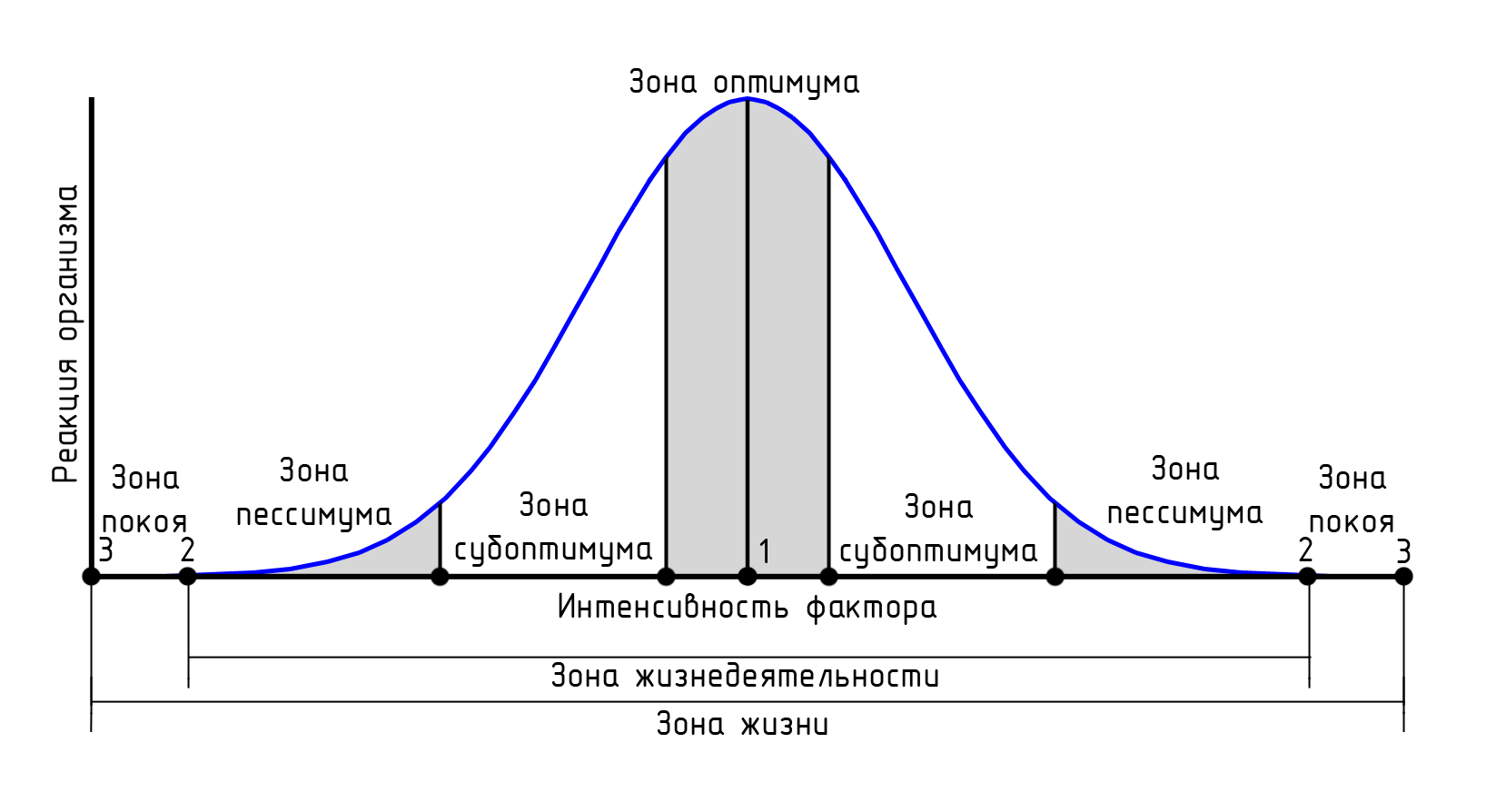
Кривая жизнедеятельности многолетнего растения. Однолетние растения не способны переходить в состояние покоя и зона жизни у них совпадает с зоной жизнедеятельности.
Примечание: 1 — точка оптимума, 2 — точки минимума и максимума, 3 — летальные точки

Организмам, особенно ведущим прикреплённый, как растения, или малоподвижный образ жизни, свойственна пластичность — способность существовать в более или менее широких диапазонах значений экологических факторов. Однако при различных значениях фактора организм ведёт себя неодинаково.
Соответственно выделяют такое его значение, при котором организм будет находиться в наиболее комфортном состоянии — быстро расти, размножаться, проявлять конкурентные способности. По мере увеличения или уменьшения значения фактора относительно наиболее благоприятного, организм начинает испытывать угнетение, что проявляется в ослаблении его жизненных функций и при экстремальных значениях фактора может привести к гибели.
Графически подобная реакция организма на изменение значений фактора изображается в виде кривой жизнедеятельности (экологической кривой), при анализе которой можно выделить некоторые точки и зоны:
- Кардинальные точки:
  - точки минимума и максимума — крайние значения фактора, при которых возможна жизнедеятельность организма
  - точка оптимума — наиболее благоприятное значение фактора
- Зоны:
  - зона оптимума — ограничивает диапазон наиболее благоприятных значений фактора
  - зоны пессимума (верхнего и нижнего) — диапазоны значений фактора, в которых организм испытывает сильное угнетение
  - зона жизнедеятельности — диапазон значений фактора, в котором он активно проявляет свои жизненные функции
  - зоны покоя (верхнего и нижнего) — крайне неблагоприятные значения фактора, при которых организм остаётся живым, но переходит в состояние покоя
  - зона жизни — диапазон значений фактора, в котором организм остаётся живым

За границами зоны жизни располагаются летальные значения фактора, при которых организм не способен существовать.
Изменения, происходящие с организмом в пределах диапазона пластичности, всегда являются фенотипическими, при этом в генотипе кодируется лишь мера возможных изменений — норма реакции, которая и определяет степень пластичности организма.
На основе индивидуальной кривой жизнедеятельности можно прогнозировать и видовую. Однако, так как вид представляет собой сложную надорганизменную систему, состоящую из множества популяций, расселённых по различным местообитаниям с неодинаковыми условиями среды, при оценке его экологии пользуются обобщёнными данными не по отдельным особям, а по целым популяциям. На градиенте фактора откладываются обобщённые классы его значений, представляющие определённые типы местообитаний, а в качестве экологических реакций чаще всего рассматриваются обилие или частота встречаемости вида. При этом следует говорить уже не о кривой жизнедеятельности, а о кривой распределения обилий или частот.